# Ratzeburger See
Ratzeburger See (svenska:Ratzeburgsjön) är en insjö i det tyska förbundslandet Schleswig-Holstein.

## Läge
Sjön är belägen vid gränsen till förbundslandet Mecklenburg-Vorpommern. Därifrån kommer Schaalseekanalen (från sjön Schaalsee), som är sjöns viktigaste tillflöde. Sjön Ratzeburger See avvattnas av ån Wakenitz, som mynnar ut i Trave.

## Övrigt
Staden Ratzeburg ligger på en ö i den södra delen av Ratzeburgsjön.